# Hollywood-bacchanale
Hollywood-bacchanale (Die Anytime, After Tuesday!) est un roman policier de l’écrivain australien Carter Brown publié en 1969,.  C'est une des nombreuses aventures de Rick Holman, détective privé installé à Beverly Hills et travaillant surtout pour les célébrités hollywoodiennes.
Le roman est publié en France en 1970 dans la Série noire. La traduction, prétendument "de l'américain", est signée France-Marie Watkins. 

## Résumé
Sonia Mayer, impresario de Sam Sorel, a réussi à refaire de lui le comique numéro un, après une mauvaise passe. Mais il reçoit trois lettres le menaçant de mort dans les jours prochains. Elles proviennent apparemment de l'une de ses trois ex-épouses, auxquelles il verse bien entendu de confortables pensions : à Rick Holman de trouver rapidement laquelle est en cause et d'empêcher le crime. Mais comme souvent dans ce milieu hollywoodien où la réputation est essentielle, chacun cherche à cacher quelque chose et ment, parfois avec les meilleures intentions. La mort violente de l'une des trois femmes élimine une suspecte, mais accroît la tension et mêle la police à l'affaire.

## Personnages
- Rick Holman, enquêteur privé.
- Sonia Mayer, impresario.
- Sam Sorel, célèbre comique.
- Linda Galen, première de ses ex-épouses, propriétaire de Linda's boutique.
- Beverly Quillen, deuxième de ses ex-épouses, psychologue.
- Jackie Slater, troisième de ses ex-épouses, starlette.
- Andrea Marco, compagne de Linda Galen.
- Frank Marco, frère d'Andrea.
- Harvey Graham, gérant de motel.
- Roger Hugill, homme d'affaires, ami de Sonia Mayer.
- Eddie, son garde du corps.
- Inspecteur Santana, de la police.
- M. Barre, de l'agence de détectives Trushman.

## Édition
- Série noire no 1335, 1970.